# 라마 오덤
라마 조지프 오덤(영어: Lamar Joseph Odom, 1979년 11월 6일 ~ )은 미국의 은퇴한 농구 선수이다. 미국 프로 농구 NBA 로스앤젤레스 레이커스 소속으로 2009년과 2010년에 우승을 차지했고, 2011년에는 NBA 식스맨상을 수상했다. 포지션은 주로 포워드이지만, 모든 포지션을 소화 할 수 있는 유틸리티 플레이어이다. 2009년 사교계 명사인 클로이 카다시안과 결혼했으나 잦은 불화 끝에 2013년 이혼하였다.

## 생애
라마 오덤은 뉴욕주 뉴욕 시 퀸스의 남 자메이카에서 조 오덤과 케이시 머서 사이에서 태어났다. 오덤의 아버지는 헤로인 중독이었고, 어머니는 오덤이 12살 때 대장암으로 사망했다. 오덤의 어머니는 죽기 전에 오덤에게 "모든 사람들에게 잘하렴"이라고 말했고, 어머니가 돌아가신 뒤에 오덤은 외할머니인 밀드레드 머서 손에서 자랐다.
유년 시절 오덤은 미래의 NBA 선수가 되는 엘튼 브랜드와 론 아테스트(나중에 메타 월드 피스로 개명)와 같은 AAU팀에서 뛰었고, 아디다스 ABCD 캠프에서는 훗날 레이커스 동료인 코비 브라이언트와 뛰었다. 아디다스 이사인 소니 바카로는 캠프에서 오덤을 보고는 "2백만 달러의 미소"를 가졌다고 언급했다.